# Jim King (cestista 1941)
James Leonard King, detto Jim (Tulsa, 7 febbraio 1941), è un ex cestista e allenatore di pallacanestro statunitense, professionista nella NBA.

## Carriera
Venne selezionato dai Los Angeles Lakers al secondo giro del Draft NBA 1963 (13ª scelta assoluta).

## Palmarès
- NBA All-Star (1968)